# Since We've Become Translucent
Since We've Become Translucent è il sesto album dei Mudhoney, pubblicato nel 2002.

## Il disco
Il disco è il primo dopo il loro ritorno all'etichetta indipendente Sub Pop, ed il primo con il nuovo bassista Guy Maddison. Una intera sezione di fiati compare in diversi brani.

## Tracce
1. Baby Can You Dig The Light? (Mudhoney) - 8:23
2. The Straight Life (Mudhoney) - 3:31
3. Where The Flavor Is (Mudhoney) - 3:31
4. In The Winners Circle (Mudhoney) - 4:24
5. Our Time Is Now (Mudhoney) - 3:36
6. Dying For It (Mudhoney) - 4:54
7. Inside Job (Mudhoney) - 2:48
8. Take It Like A Man (Mudhoney) - 2:33
9. Crooked And Wide (Mudhoney) - 4:54
10. Sonic Infusion (Mudhoney) - 7:40

## Formazione
- Mark Arm - voce, chitarra
- Guy Maddison - basso
- Dan Peters - batteria
- Steve Turner - chitarra